# Барназа
Барна́за — бактериальный белок, состоящий из 110 аминокислот. Принадлежит к классу небольших бактериальных рибонуклеаз. Синтезируется и выделяется бактерией Bacillus amyloliquefaciens, но является смертельным для клетки, если не связан ингибитором барстаром. Барстар закрывает активный центр белка и предотвращает повреждение молекул РНК до тех пор, пока барназа не будет выведена из синтезирующей клетки. Комплекс барназы и барстара является одним из самых прочных белок-белковых комплексов в природе.